# Jane Foster (Marvel)
Jane Foster is een fictieve superheldin uit de strips van Marvel Comics. Ze verscheen voor het eerst in Journey into Mystery #84 (september 1962) en werd bedacht door Stan Lee, Larry Lieber en Jack Kirby. Jane Foster is de vriendin van de superheld Thor. Jane Foster heeft ook haar eigen strips waarin ze de rol en de krachten van Thor overneemt.
De Nederlandse stem van Jane Foster wordt ingesproken door Canick Hermans.

## Biografie
Jane Foster werkte als verpleegster met de menselijke versie van Thor. Het tweetal werd verliefd op elkaar en Thor nam Jane mee naar Asgard om haar waardigheid te testen. Jane slaagde niet in de test en dat stelde Odin erg teleur. Later werd Jane de nieuwe Thor omdat Odin zijn zoon niet langer waardig vond om Mjölnir te bezitten.

## In andere media

### Marvel Cinematic Universe
Sinds 2011 verscheen dit personage in het Marvel Cinematic Universe en wordt vertolkt door Natalie Portman. Jane is een wetenschapper die vooral bezig is met het sterrenstelsel. Wanneer Jane samen met haar collega's Erik Selvig en Darcy Lewis bezig zijn met een onderzoek komen ze in een storm terecht en zo ontmoet ze Thor. Ze krijgt uiteindelijk een relatie met Thor en helpt hem meerdere malen met het redden van de wereld. In de film Thor: Ragnarok wordt uiteindelijk alleen vermeld dat de relatie tussen haar en Thor over is, hierna is ze nog te zien terwijl de Avengers terug in de tijd reizen. Rocket Raccoon haalt hierbij de rode Infinity Stone uit Jane Foster. Jane Foster krijgt later de krachten van Thor nadat ze door haar ziekte kanker, Mjölnir hoorde roepen. Na een gevecht tegen Gorr the God Butcher met Thor, bezwijkt ze aan haar ziekte en komt ze terecht in Walhalla. Jane Foster is onder andere te zien in de volgende films en serie:
- Thor (2011)
- Thor: The Dark World (2013)
- Avengers: Endgame (2019)
- What If...? (2021) (stem) (Disney+)
- Thor: Love and Thunder (2022)

### Televisieseries
Jane Foster komt ook in verschillende televisieseries voor van Marvel waaronder The Avengers: Earth's Mightiest Heroes. De Nederlandse stem van Jane Foster werd hierin gedaan door Peggy Vrijens.